# Estación Canalejas
Canalejas era una estación ferroviaria ubicada en el paraje homónimo, en el Departamento General Alvear, Provincia de Mendoza, Argentina. 
Se encontraba a 2 km del Río Desaguadero, en el límite con la provincia de San Luis.

## Historia
La estación fue inaugurada en 1907 por el Ferrocarril del Oeste. En 1948 pasó a formar parte del Ferrocarril Domingo Faustino Sarmiento. Fue clausurada para todo tipo de servicios el 5 de agosto de 1977.